# Tigre dorado

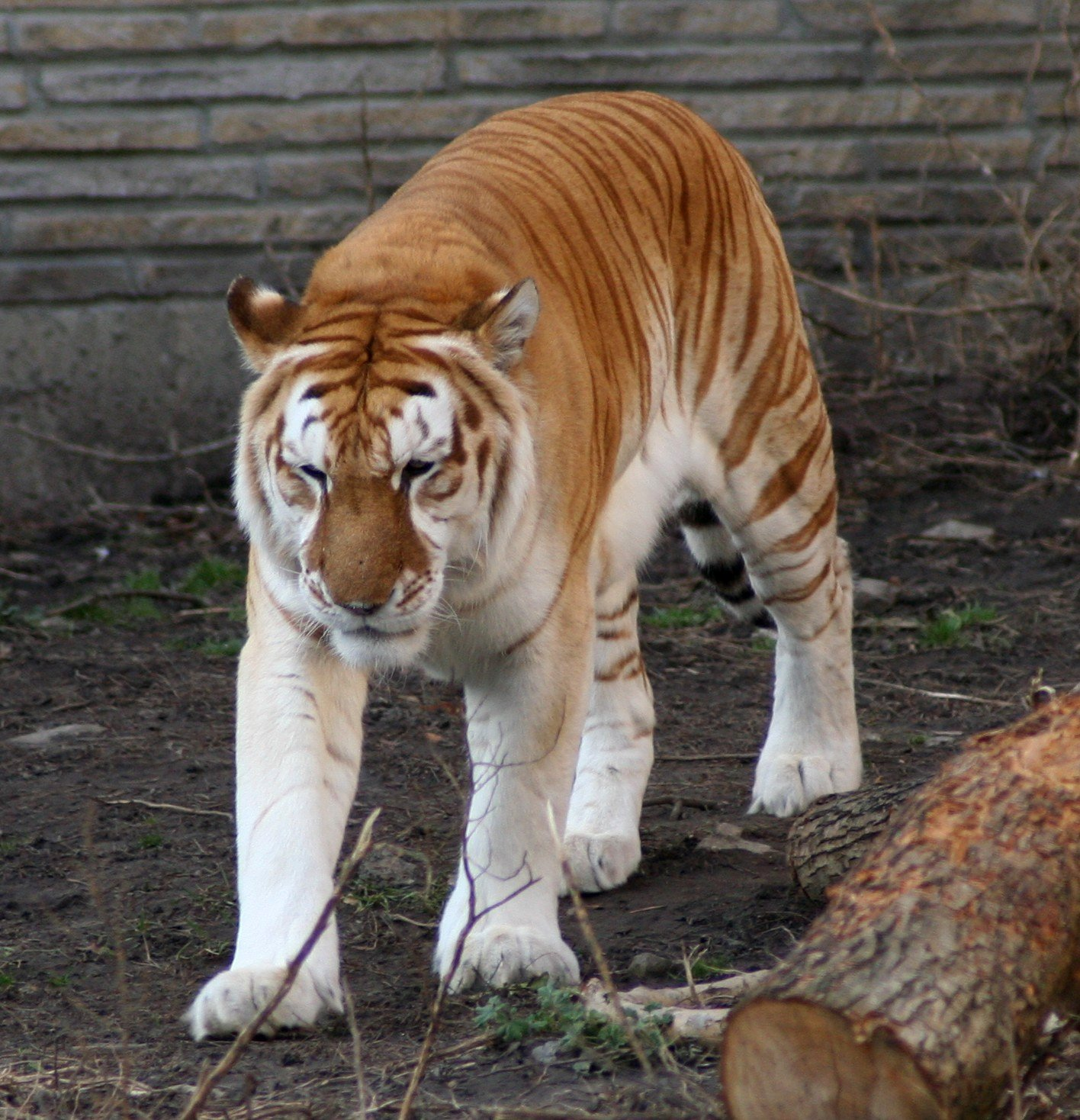
Un tigre dorado adulto en el zoológico de Búfalo.

El tigre dorado es un tigre con una variación de color extremadamente rara, causada por la acción de un gen recesivo. Actualmente solo pueden encontrarse en cautiverio. Al igual que el tigre blanco, se trata de una variación de color y no de una especie diferente. El gen causante de este inusual color es el relacionado con las bandas de la piel, mientras que, en los tigres blancos, se trata de un gen inhibidor del color. Actualmente se tiene constancia de poco menos de 30 de estos raros tigres en todo el mundo, aunque muchos más son portadores de este gen recesivo

## Particularidad del tigre dorado
Aunque oficialmente no se ha designado un nombre para este inusual color, en ocasiones se le llama tigre de fresa, debido a su coloración amarilla-rojiza. Las marcas blancas y doradas en la piel de este tipo de tigres los hacen salirse de la norma, convirtiéndolos en atracciones innatas para muchas personas amantes de estos animales. El rayado de estos tigres es mucho más pálido de lo usual, y en ocasiones las rayas pueden devenir en puntos o parches alargados. Estos tigres suelen ser más grandes, pesados y, a consecuencia del efecto del gen recesivo sobre el pelo, su piel suele ser más suave que la de sus parientes anaranjados.
Al igual que sus parientes blancos, los tigres dorados son tigres de Bengala (Panthera tigris tigris), aunque la mayoría han sido genéticamente contaminados con los genes de tigre siberiano (Panthera tigris altaica), por vía de un tigre blanco llamado Tony que era medio siberiano, el cual es el ancestro común de la mayoría de los tigres blancos de Norteamérica. La idea de que la aparición de estos tigres dorados se debe al cruce deliberado entre tigres de Bengala y tigres siberianos es un mito popular basado en este hecho.

## Tigres dorados en zoológicos

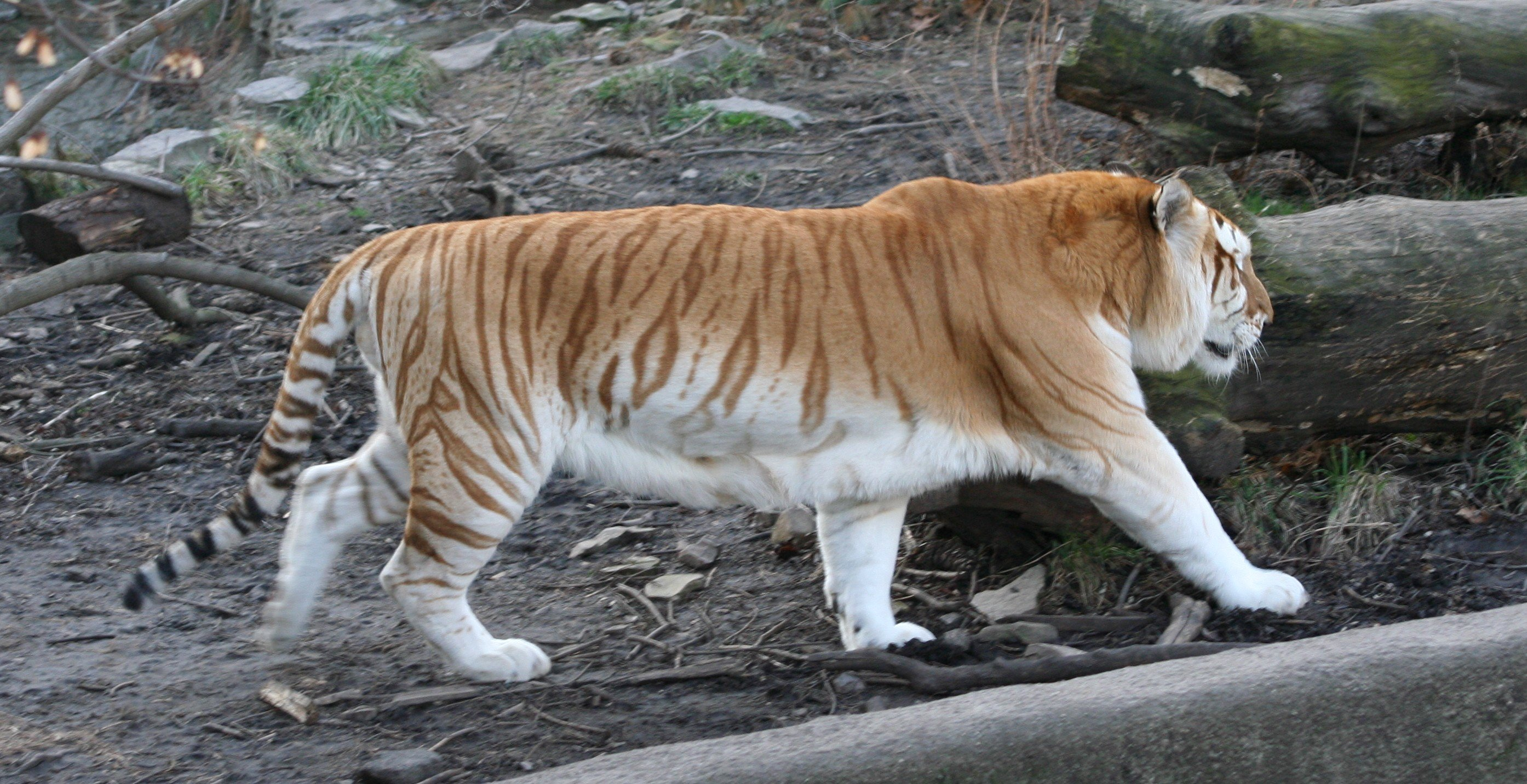
Tigre dorado en cautiverio.

Muy pocos zoológicos del mundo han criado o exhibido tigres dorados y muchos no tienen conocimiento acerca de esta variación de color o de cómo lograrla. A causa de esto, muchos de los tigres dorados han nacido por accidente al cruzar en zoológicos tigres blancos con tigres anaranjados, más que por el fruto de un plan diseñado para tal fin. Dado que tigres blancos y tigres anaranjados heterocigotos son comercializados y prestados entre zoológicos y circos alrededor de todo el mundo para su reproducción, en caso de que estos contengan el gen de las bandas claras, es transmitido a su descendencia. A su vez, cuando dicha descendencia es cruzada entre sí, en el caso de que los dos padres sean portadores del gen, la camada incluirá probablemente cachorros de tigres dorados. Normalmente, a menos que nazcan cachorros de tigres dorados, los propietarios no tienen idea de que los padres son portadores de dicho gen recesivo.
El primer cachorro de tigre dorado nacido en cautiverio que se conozca nació en 1983, descendiendo de una pareja de tigres de Bengala de color normal, los cuales eran ambos portadores de tanto el gen recesivo para el color dorado como el gen recesivo para el color blanco. Dicho cachorro nació en el Dr. Josip Marcan's Adriatic Animal Attractions en DeLand, Florida.

### Australia
Un ejemplo de nacimiento de tigres dorados tuvo lugar en el Dream World, en Australia. Samarra, una tigresa anaranjada fue cruzada con un macho blancanieves parcial llamado Mohan, la camada resultante contó de cuatro cachorros, un macho de color normal (Sultan), la primera cría de tigre blanco nacida en Australia (Taj, por demás blancanieves parcial también) y los dos primeros cachorros de tigre dorado nacidos en Australia (un macho llamado Rama y una hembra llamada Sita). Los cachorros pesaron alrededor de 1.5 kg al nacer y midieron cerca de 30 cm de largo. Las crías fueron separadas de su madre poco tiempo después del parto y criadas por humanos, con el objetivo de incrementar sus posibilidades de sobrevivir. Los procesos de nacimiento y crianza de los cachorros fueron filmados y presentados en un material de aproximadamente una hora de duración. Se ha planeado cruzar en breve a Sita con un macho anaranjado no relacionado con ella llamado Kato.

### Europa
Diamond es un macho dorado residente en Isle of Wight Zoo, en el Reino Unido, pero debido a que es inseparable de su hermana, una tigresa anaranjada aunque también portadora del gen dorado fue castrado para prevenir el incesto. Un tigre dorado llamado Butu, que fuera perteneciente al zoológico de Glasgow fue trasladado a Alemania cuando dicho zoológico cerró. En Longleat, en el Reino Unido, vivió hasta el 2006 un tigre dorado muy longevo llamado Sonar. En España el Zoo aquarium de Madrid ha incorporado a Dora una tigresa dorada de 6 años.

### Norteamérica

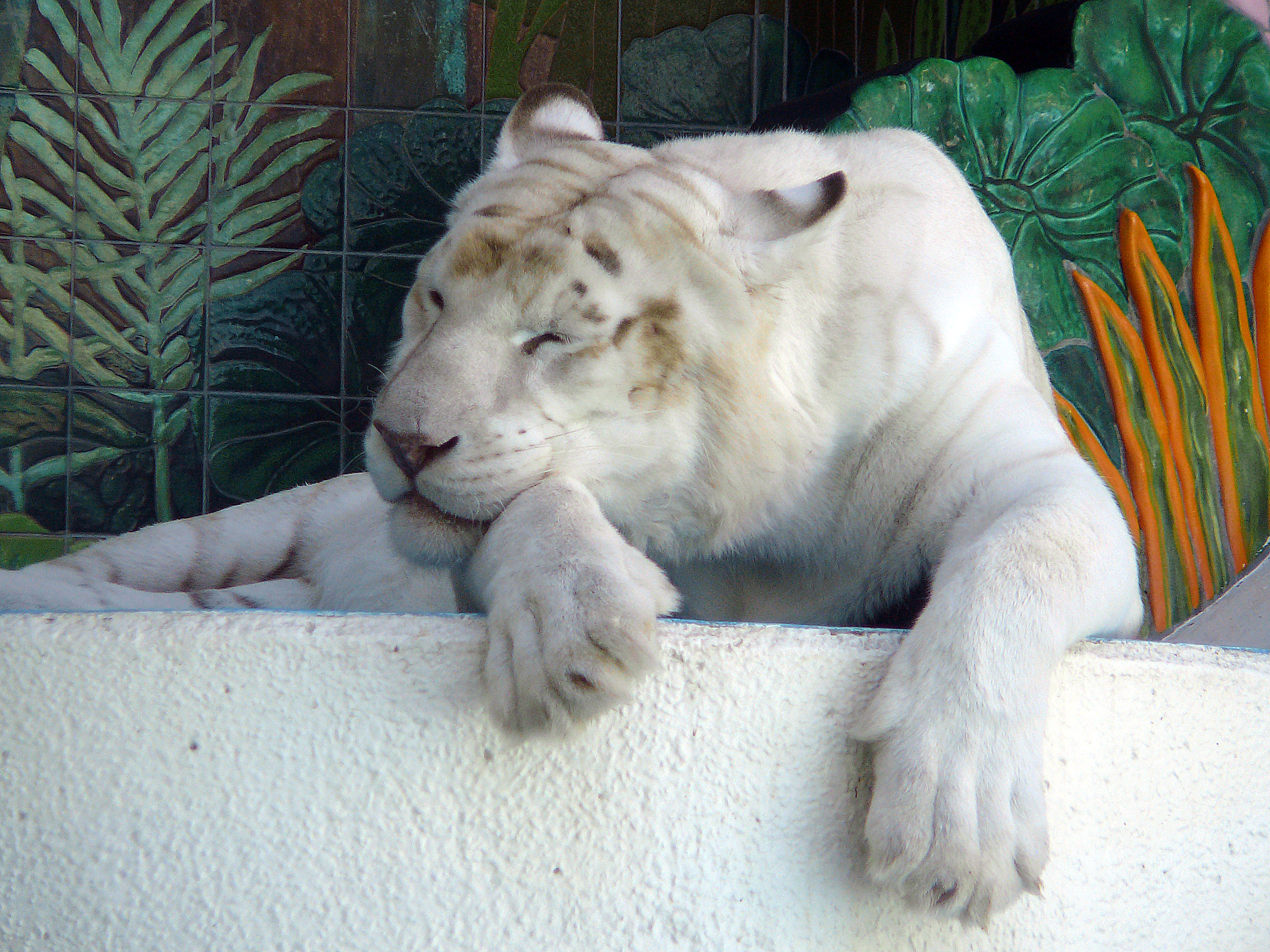
Tigre blanco parcial en un casino de Las Vegas.

Algunos tigres dorados pueden ser encontrados también en el parque Six Flags Great Adventure en Jackson, Nueva Jersey: Un macho dominante llamado Kingda Ka, el cual fue el motivo de que se nombrase de la misma manera a la montaña rusa del parque, así como algunos otros miembros de una exclusiva familia de tigres dorados, la cual ha sido objeto de numerosos reportajes y shows educacionales, algunos de los cuales incluso han ganado premios.
Dado que los tigres dorados no son criados deliberadamente por zoológicos conservacionistas, por lo que son muy escasos, estos se han unido al tigre blanco como animales muy valorados para el mundo del espectáculo y son utilizados en shows de escenario y eventos similares. Algunos criadores particulares han intentado producir tigres dorados y tigres blancos para cubrir la demanda. 
Los tigres dorados y los tigres blancos podrían, por tanto, ser considerados como mutaciones en especies perpetuadas por el hombre, sin embargo, algunos zoológicos y parques para la vida salvaje se refieren a ambos, como amenazados de extinción.

## Genética

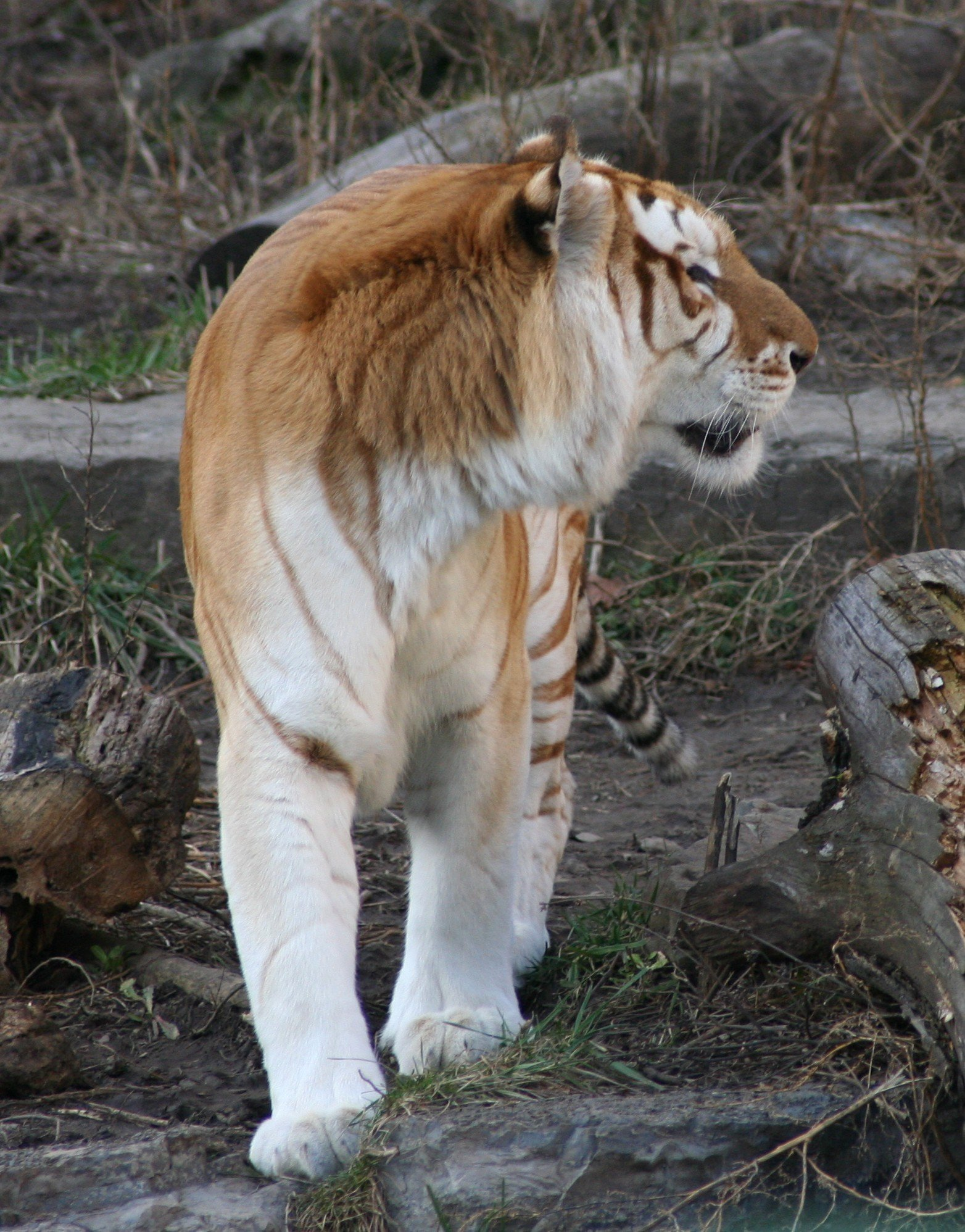
La piel del tigre dorado es más suave que la de sus parientes anaranjados.

Camadas mixtas (de cachorros de diferentes colores) no son inusuales, dado que los colores blanco y dorado en los tigres son causados por la acción de genes recesivos que permanecen “ocultos” en los padres. Muchos tigres blancos y dorados son el resultados de sucesivos incestos entre sus antecesores, los cuales se realizan con el objetivo de obtener cachorros homocigotos por los genes recesivos que causan dichos colores atrayentes, pero, a su vez, reducen la variedad genética de estos animales, lo cual puede traer como consecuencias malformaciones y otros problemas de salud como la bizquera.
Análisis genéticos realizados a tigres dorados han demostrado que estos son genéticamente iguales a los tigres anaranjados comunes pero con la modificación de un gen recesivo, probablemente el gen controlador de las bandas de la piel. Este mismo gen recesivo es el que proporciona la desaparición de las rayas en los tigres blancanieves (blancos completa o casi completamente). Un tigre blanco que herede dos copias del gen recesivo controlador de las rayas será un tigre blancanieves, el tigre anaranjado que herede dos copias del mismo gen recesivo será un tigre dorado. El gen controlador de las rayas es independiente del gen controlador del color, aunque varios estudios realizados han llegado a la conclusión de gen recesivo causante de las rayas claras se manifiesta con más frecuencia en los tigres blancos.
Todos los tigres dorados tienen como ancestro común a un tigre blanco llamado Bhim, el cual fuera portador del gen recesivo causante de la palidez de las rayas, aunque no era un tigre blancanieves, dado que era heterocigoto por ese gen. Bhim fue cruzado con su hermana Sumita (también portadora del gen recesivo), produciendo cachorros de tigres blancanieves (con dos copias del gen recesivo). Bihm fue a su vez cruzado con una tigresa común anaranjada llamada Kimanthi, y posteriormente con su propia hija anaranjada Indira. Del cruce de Bhim con Indira nacieron cachorros blancos rayados, blancos blancanieves, anaranjados, y además, dorados, indicando que tanto Bhim como su hija Indira eran portadores del gen recesivo causante de la desaparición de las rayas, aunque ambos eran tigres rayados. Cuando un hijo macho dorado de Bhim e Indira fue cruzado con una de sus hermanas anaranjada, nacieron cachorros tanto blancos como dorados.
En el parque DreamWorld, en Australia, se demostró que el cruce de un tigre macho blancanieves con una tigresa anaranjada portadora de los dos genes recesivos resultó en una camada que incluía cachorros dorados, blancos rayados, blancos blancanieves y anaranjados. Por tanto, está claro que aunque existan actualmente alrededor de 30 tigres dorados en el mundo, muchos más son portadores de este gen.